# Ludovic Haye
Ludovic Haye, né le 18 janvier 1975, est un homme politique français.

## Biographie
Il naît le 18 janvier 1975.
Il est élu maire de Rixheim en septembre 2017 (Centre-Droit Indépendant / Majorité Alsacienne).
Élu conseiller communautaire de Mulhouse-Alsace-Agglomération (M2A) délégué aux nouvelles technologies et à la solidarité territoriale, il devient Vice-Président de M2A le 11 juillet 2020, en charge de l'innovation, souveraineté et sobriété énergétiques, mais également du développement des nouvelles technologies.
Deuxième de liste, il est élu sénateur du Haut-Rhin le 27 septembre 2020, créant la surprise,. Il rejoint le groupe Rassemblement des démocrates, progressistes et indépendants au Sénat.

## Études et formations
Ludovic Haye obtient son baccalauréat scientifique en 1993, et intègre les classes Préparatoires aux Grandes Écoles l’année suivante (« maths sup bio ») au lycée Henri Poincaré de Nancy. Il poursuit ses études à Paris où il obtiendra en 1999 un DESS d’informatique appliquée.
Après avoir fait ses armes au sein de Thales Communications à Gennevilliers, il travaille pendant 16 ans pour le groupe Groupe PSA à Belfort-Bessoncourt puis à Mulhouse. À partir de 2015, il travaille au service d’un grand groupe pharmaceutique bâlois. En 2018, il obtient un MBA de Management du Risque, Sécurité Intérieure et Cybersécurité à l’École de guerre économique. En 2020, il est auditeur de la Session Nationale Cyber de l’IHEDN.

## Parcours politique
En 2008, il intègre la liste Rixheim Vivre Ensemble (RVE) menée par Olivier Becht et devient Conseiller Municipal Délégué aux Nouvelles Technologies en 2010. En 2014, une délégation supplémentaire lui est confiée à travers le budget de la ville. 
En 2017, à la suite de la démission d’Olivier Becht en raison de la loi sur le non-cumul des mandats (ce dernier ayant été élu député de la 5e circonscription), Ludovic Haye est élu maire de Rixheim à la suite d’élections municipales anticipées, et réélu le 15 mars 2020.
En 2020, il est élu Vice-Président de Mulhouse-Alsace-Agglomération (M2A), en charge de l'innovation, du développement et de la sobriété énergétique.
Le 27 septembre 2020, il est élu Sénateur du Haut-Rhin.